# Rua Real
A Rua Real é uma rua da cidade espanhola de Pontevedra, situada no centro histórico da cidade.

## Localização
A rua Real segue no sentido norte-sul, entre a praça Celso García de la Riega, junto à ponte do Burgo, e a praça Curros Enríquez.

## História
A origem da rua está no traçado da antiga via romana XIX do Itinerário de Antonino, cujos vestígios se encontram sob o pavimento atual. Séculos mais tarde, na Idade Média, a rua tornou-se uma via de passagem do Caminho Português, quando se iniciaram as peregrinações.
A partir de 1397 e ao longo dos séculos seguintes, a rua passou a ser conhecida por Rua do Rego, devido ao facto de recolher num canal central uma abundante quantidade de água, incluindo a que corria do local da fonte de Tornos. Em 1840, já se chamava Rua Real. Em 1843, era conhecida como Rua Padilla. Foi uma das primeiras ruas de Pontevedra a ser pavimentada, entre as décadas de 1850 e 1860, e em 1872 foi instalada a fonte piramidal dos Tornos no meio da rua.
No início do século XX, a rua Real era uma das principais ruas da cidade, devido à sua grande afluência, já que era uma paragem obrigatória no caminho para o norte da cidade, e devido à sua vida comercial e numerosas lojas. Em 1931, passou a chamar-se Rua Pi y Margall, antes de voltar ao seu nome tradicional.

## Descrição
É uma rua pedonal pavimentada, com 200 metros de comprimento, que desce para norte no coração do centro histórico de Pontevedra, ligando a praça Celso García de la Riega, pelo lado leste da praça do Teucro, à praça Curros Enríquez. A sua largura média é de 3,70 metros.
O centro do pavimento da Rua Real é marcado por uma linha de pequenas luzes azuis que indicam o percurso do Caminho Português para Santiago de Compostela. No centro da rua está a Fonte dos Tornos. Esta fonte neoclássica em forma de pirâmide foi construída em granito em 1872. Substituiu outra fonte datada do século XVI, que tinha a forma de uma pêra e terminava em uma pinha.
No lado oeste da praça do Teucro, em frente ao Pazo do Marquês de Aranda, existe uma fonte monumental construída em 1970, embutida no muro que circunda a praça e que vence a diferença de nível com a rua Real.
A Rua Real é uma das ruas comerciais mais movimentadas do centro histórico da cidade e um ponto de referência do comércio tradicional. Nela se encontram estabelecimentos tradicionais como a Ferreteria Gallega (loja de ferragens), inaugurada em 1947, a loja de cestos de vime Cestigar, a loja de marroquinaria Casa Bravo, a mercearia Ultramarinos Diego Lores (inaugurada nos anos 20) e o alfaiate Tres Rías, inaugurado em 1972. Outras lojas muito populares acabaram por fechar, como a mercearia Ultramarinos El Cisne (fundada em março de 1941 e encerrada em outubro de 2021).
A rua também alberga restaurantes emblemáticos, como a creperia Cre-Cottê, e um hotel de charme, o Boa Vila, inaugurado em 2009.

## Edifícios notáveis
Nos números 1 e 3 da rua Real, o que resta do antigo Pazo dos Condes de San Román, do século XVII, que era o maior palácio da cidade e cuja fachada principal dava para a praça Curros Enríquez, faz parte das casas actuais.
No número 10, em frente à praça do Teucro, encontra-se o Paço do Marquês de Aranda (alcaide do Reino da Galiza). Data do início do século XVIII e tem uma torre com ameias (originalmente havia uma torre com ameias em cada extremo) e um escudo de armas na sua grande fachada com as únicas figuras de dois tenantes de cada lado num escudo de armas da cidade.

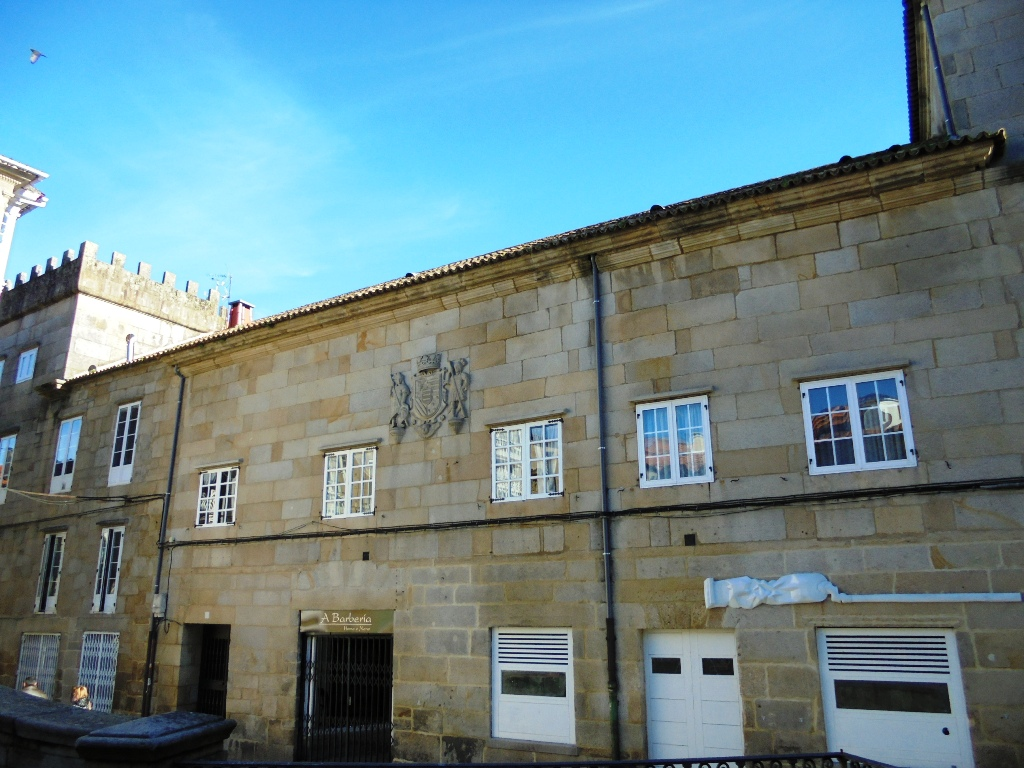
Pazo do Marquês de Aranda

No número 28, encontra-se o antigo palacete dos Duques de Oleiros. Datado do século XII, é o terceiro edifício mais antigo da cidade. Pertenceu aos Duques de Oleiros e depois à família Castiñeira. O rés-do-chão servia de adega e de quartos de criados, e albergava também as antigas cavalariças. Ainda conserva as grades que o separavam do pátio, de onde se retirava a luz, pois só havia uma janela. A capela situava-se no primeiro andar e os aposentos da família nobre no segundo andar. Atualmente, o rés-do-chão alberga a creperia Cre-Cottê.
No número 30 encontra-se a Casa dos Ozores, que pertenceu originalmente ao filho de Pedro Barbeito y Padrón, da nobre família Barbeito. A sua arquitetura é barroca, com duas varandas no primeiro andar, mas de origem renascentista. A sua fachada está decorada com dez bustos ou caras, tal como a Casa das Caras da mesma família nobre, situada na praça da Estrela, junto à praça da Ferraria. Entre as duas varandas, apresenta um brasão do século XVII com lambrequins, elmo e penacho. Estão representadas nove linhagens: Barbeito (castelo de onde sai um cão), Padrón (grande coluna ou pedra e duas vieiras), Vega de León (torre), Falcón (braço segurando um falcão), Montenegro (M com coroa), Cru (árvore e dois cordeiros), Navarro ou Lera (peças como sinos em fila), Mariño (três ondas encimadas por uma vieira) e Salazar (treze estrelas). No rés-do-chão da casa encontra-se a famosa loja de ferragens Ferretería Gallega.
No final da parte baixa da rua, na esquina com a praça Celso García de la Riega e junto à ponte do Burgo, encontra-se a Casa do Correio Velho, de origem gótica, que se distingue pela sua fachada principal com entrada em arco abatido, um alfiz ao longo da fachada e um brasão com as armas das famílias Ibaizábal, Villegas, Aldao e Salazar, e outro brasão quadrado mais pequeno na fachada lateral da rua Real, com o brasão da família Murga. Esta é uma das casas mais antigas da cidade, tendo pertencido às famílias Ibaizábal e Murga. A casa foi utilizada como escritório para a entrega do correio em Pontevedra.

## Galeria

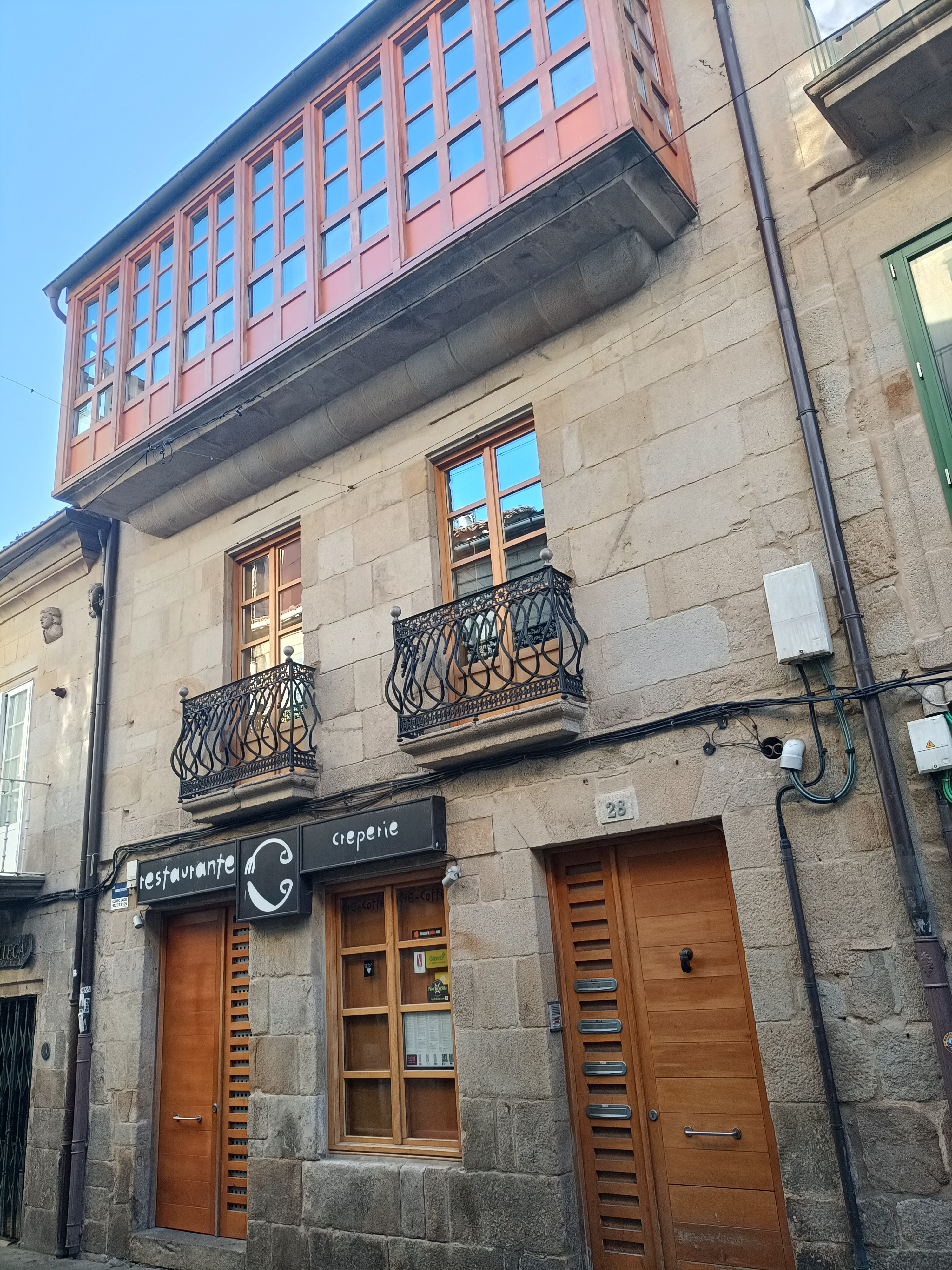
Palacete dos Duques de Oleiros
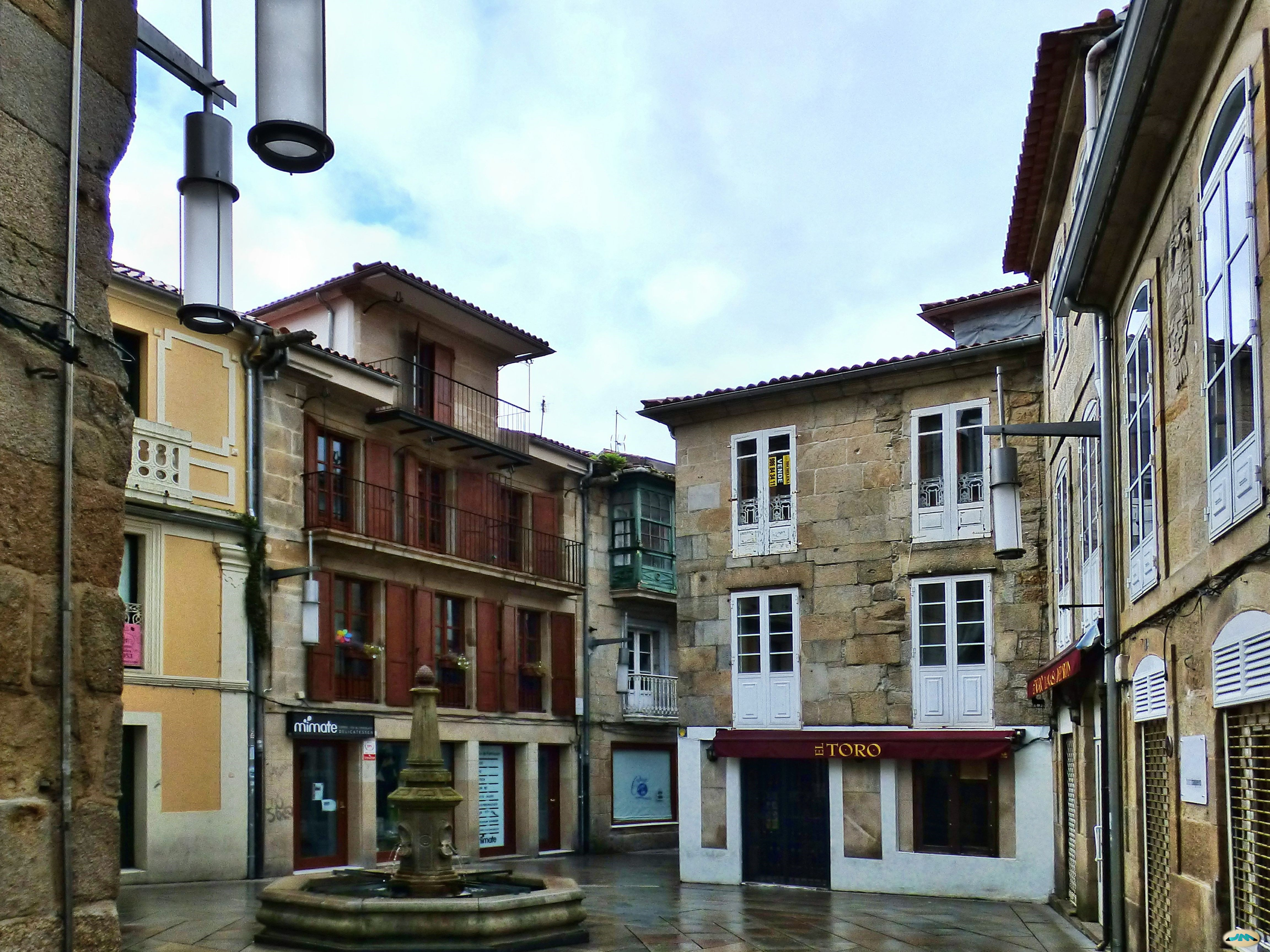
Chafariz dos Tornos
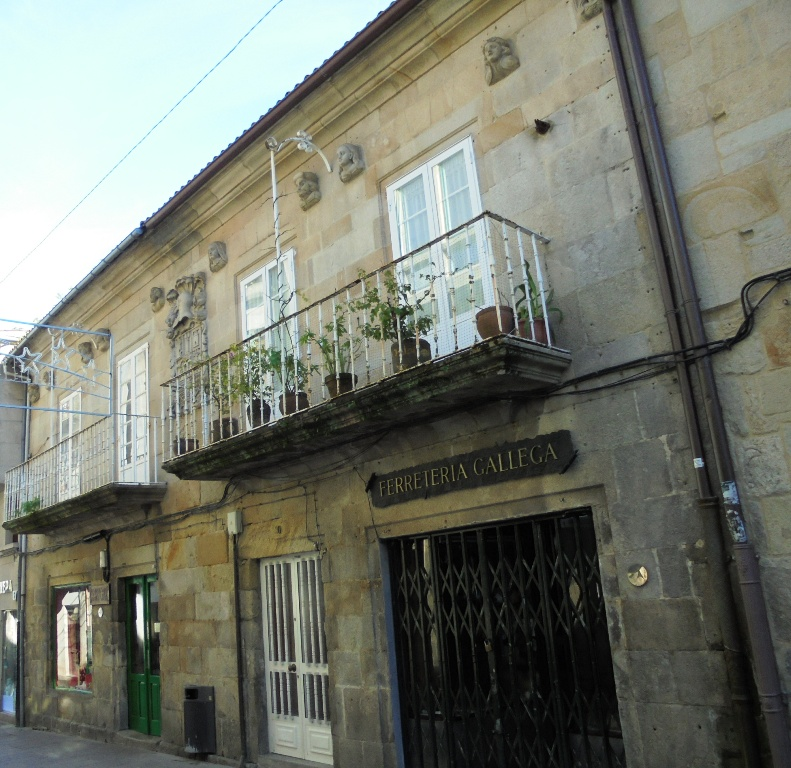
Casa dos Ozores
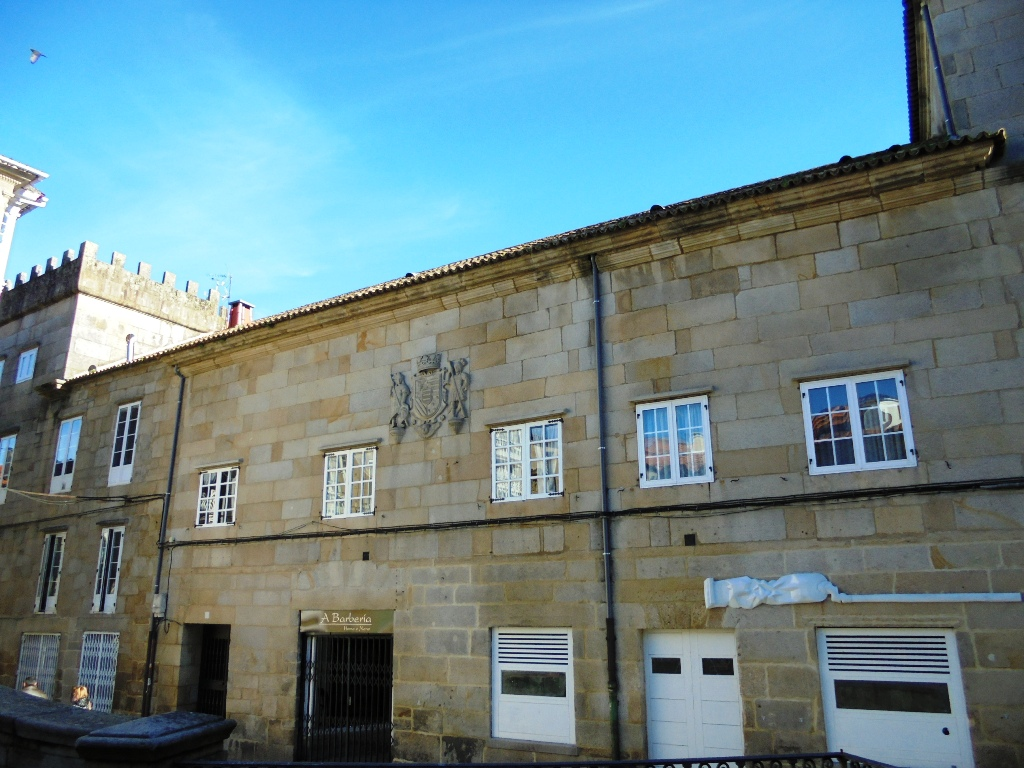
Pazo do Marquês de Aranda
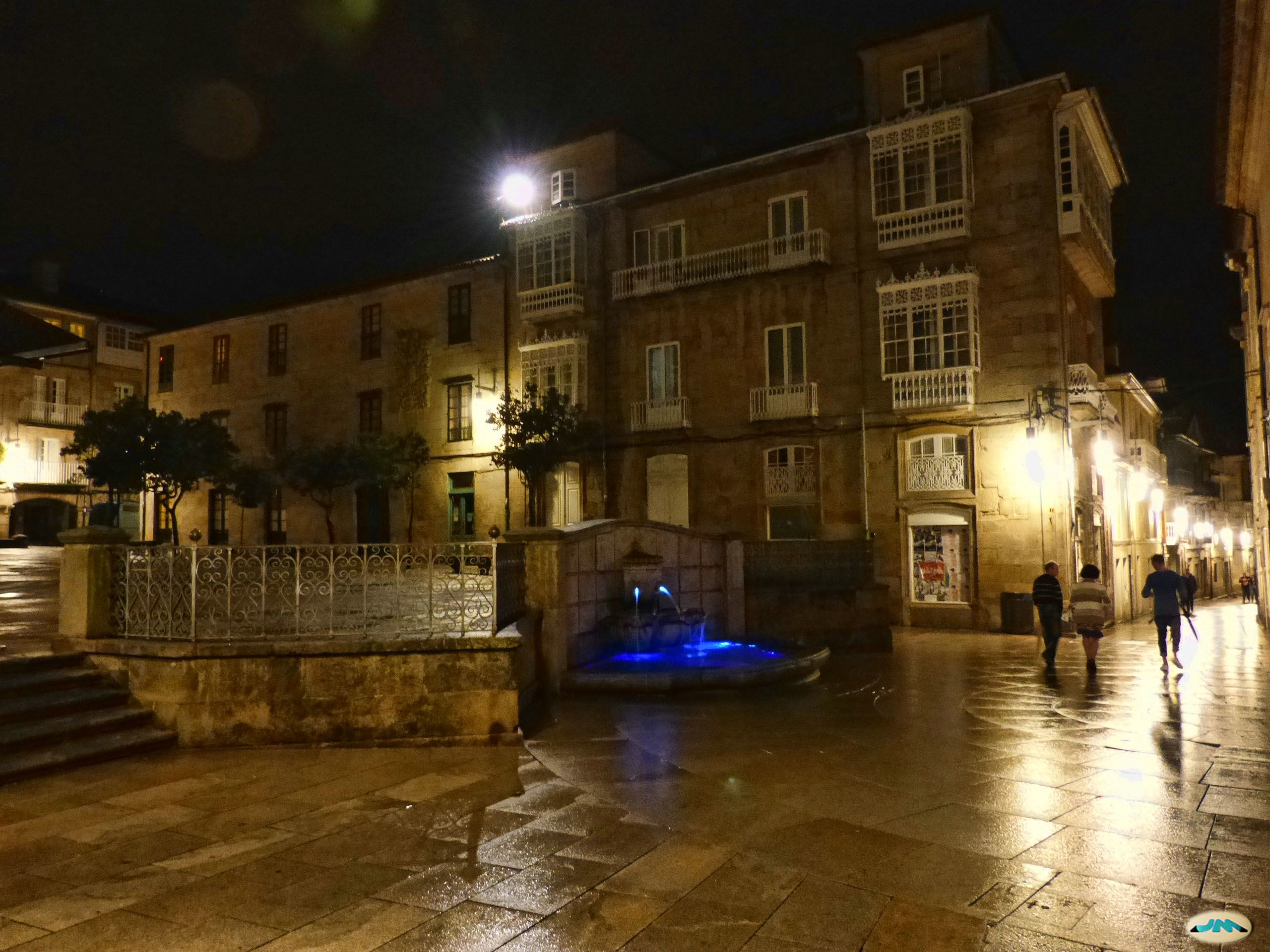
Fonte monumental
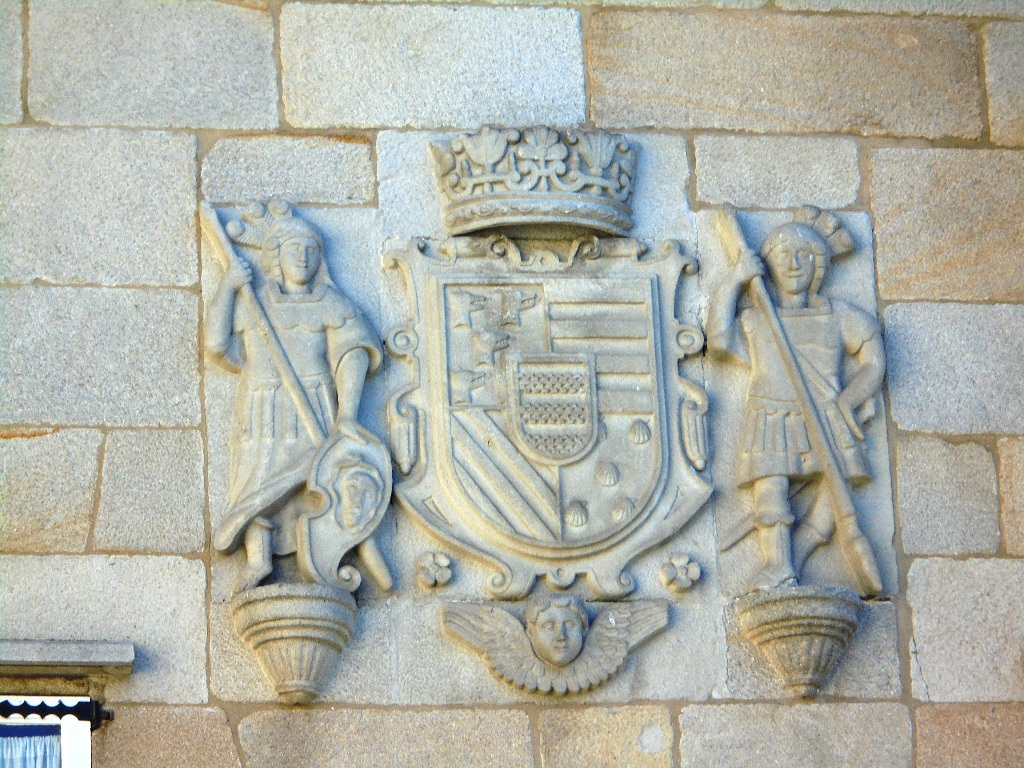
Brasão de armas com os tenantes do pazo do Marquês de Aranda
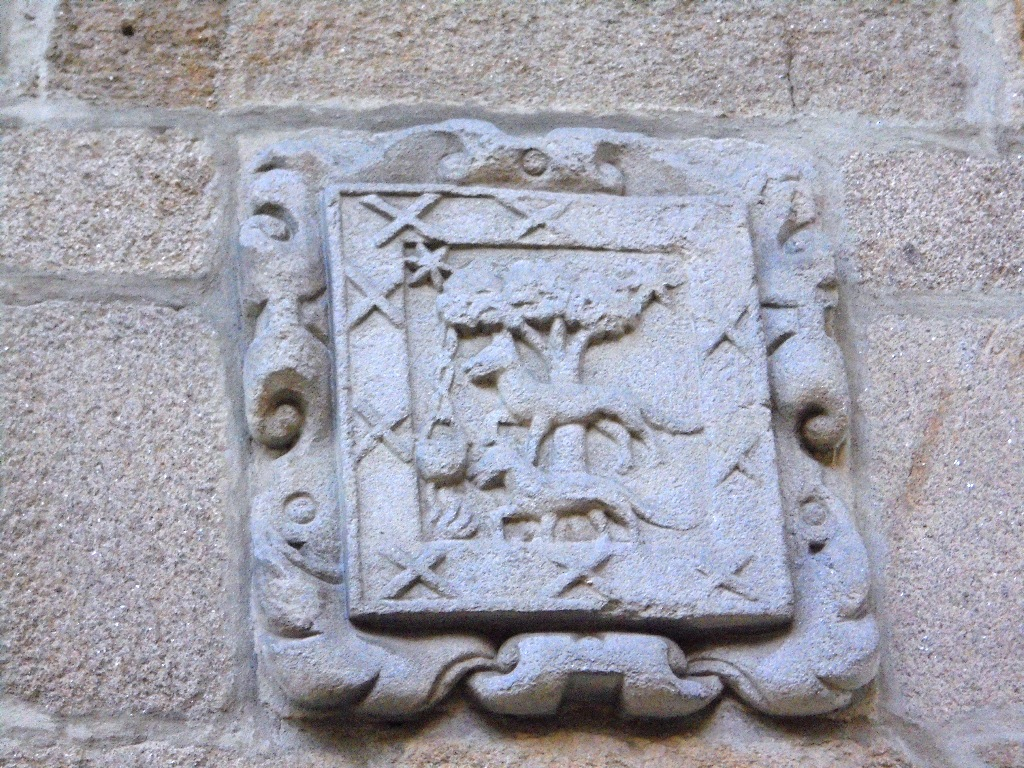
Brasão de armas da Casa do Correio Velho
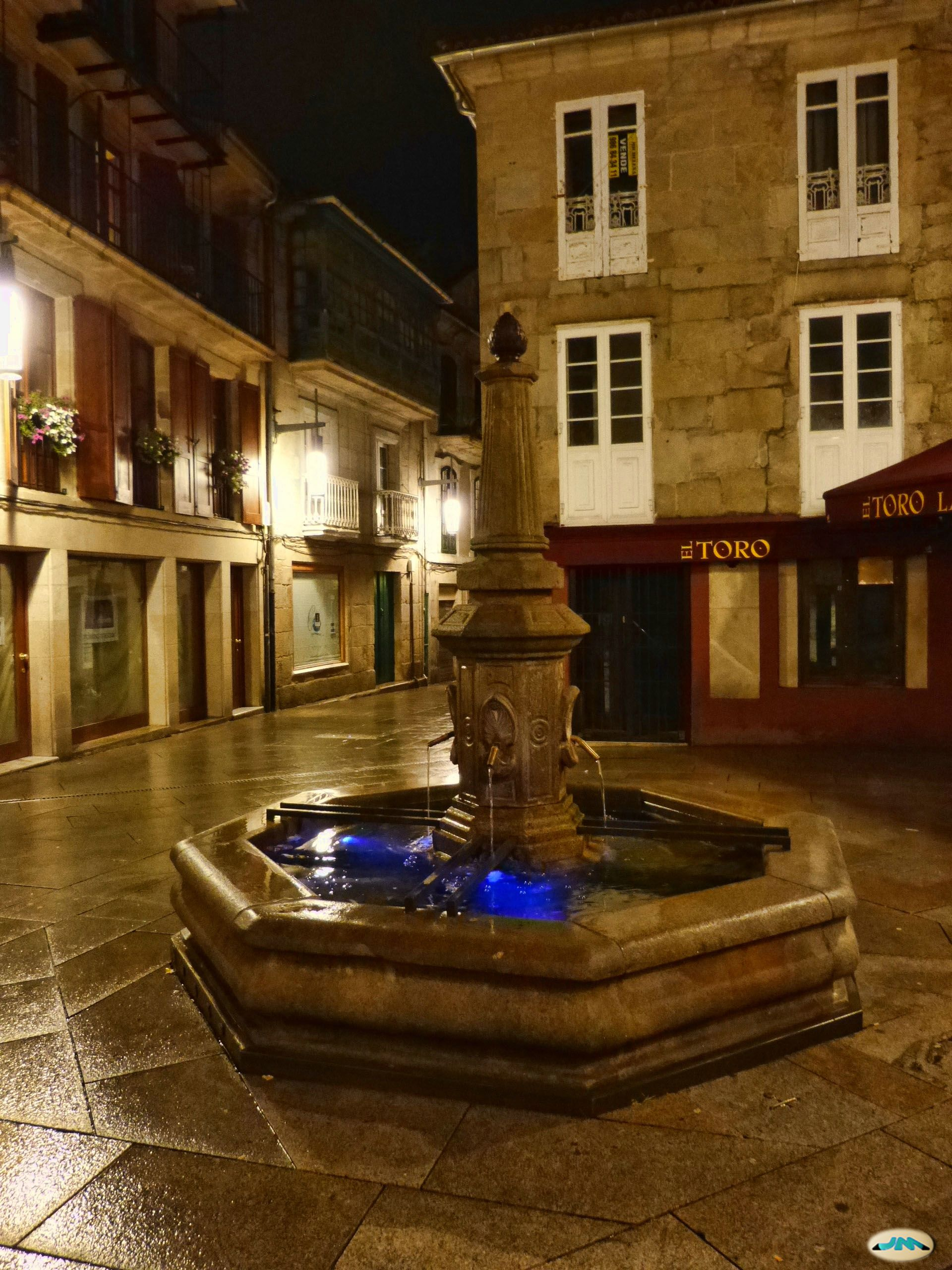
Fonte dos Tornos à noite
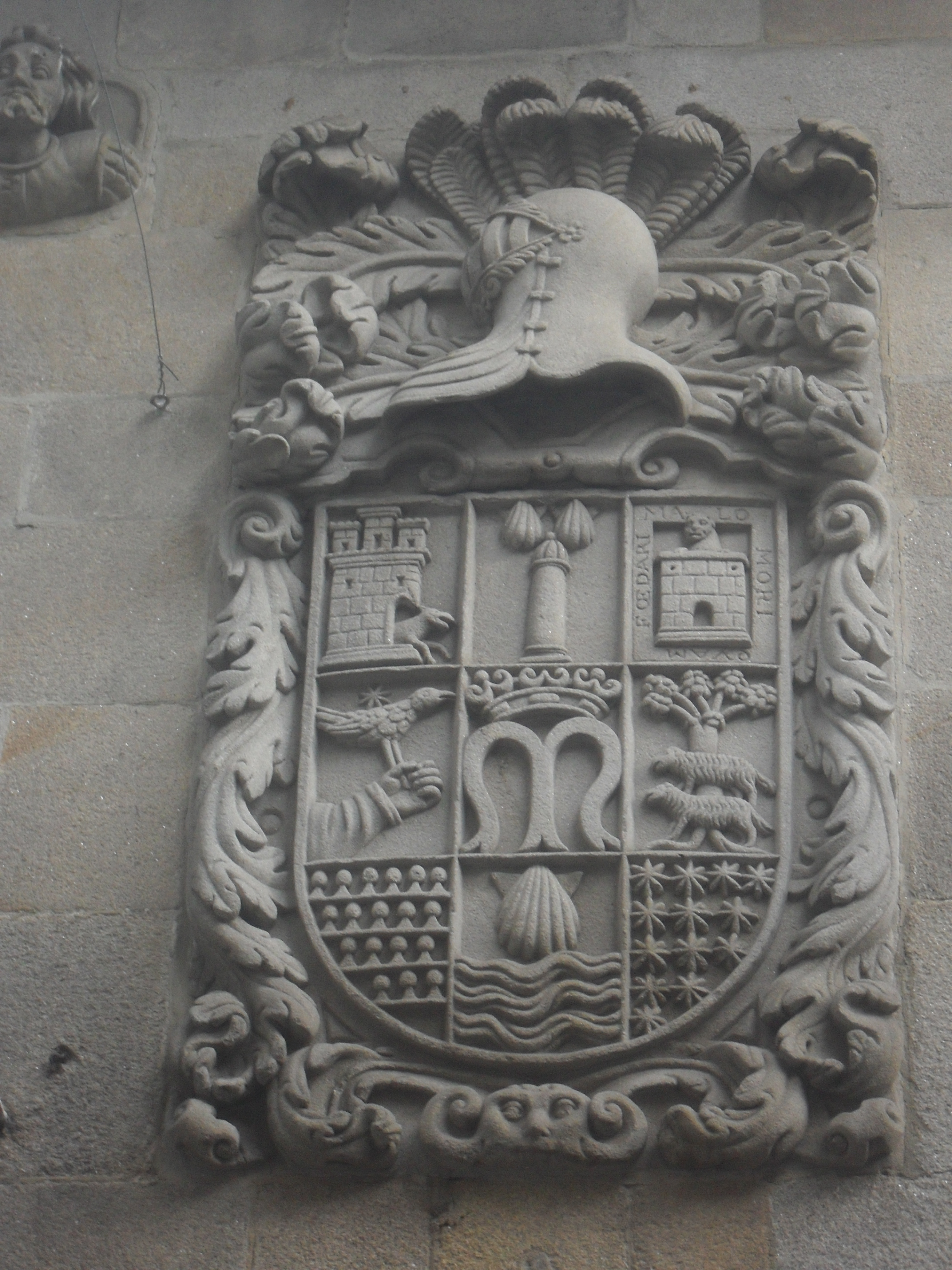
Brasão de armas da Casa dos Ozores
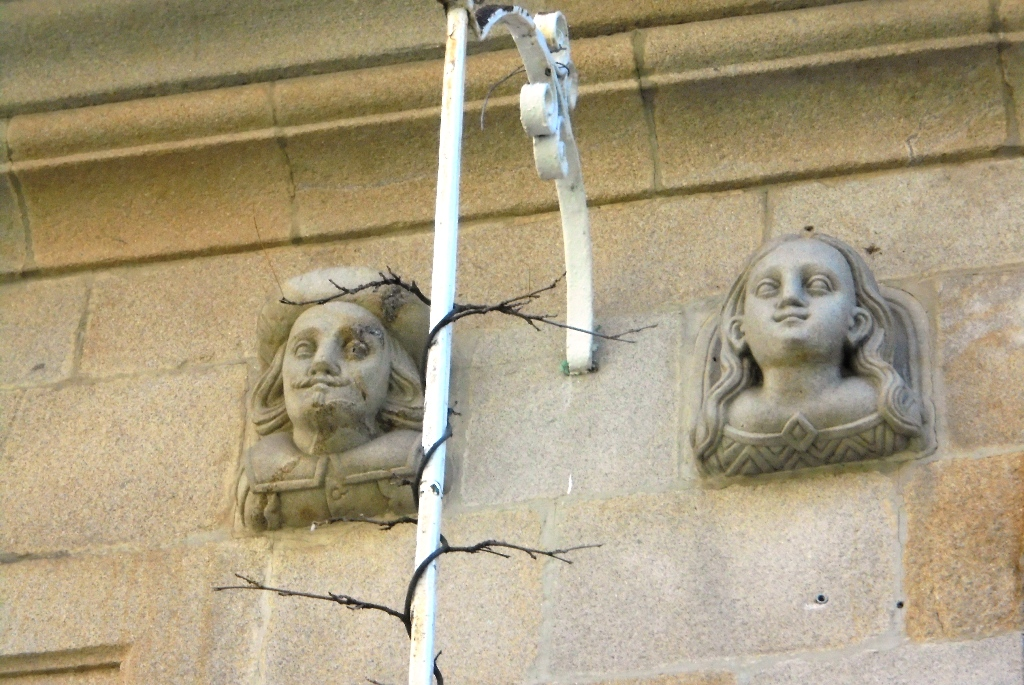
Duas das caras renascentistas da Casa dos Ozores
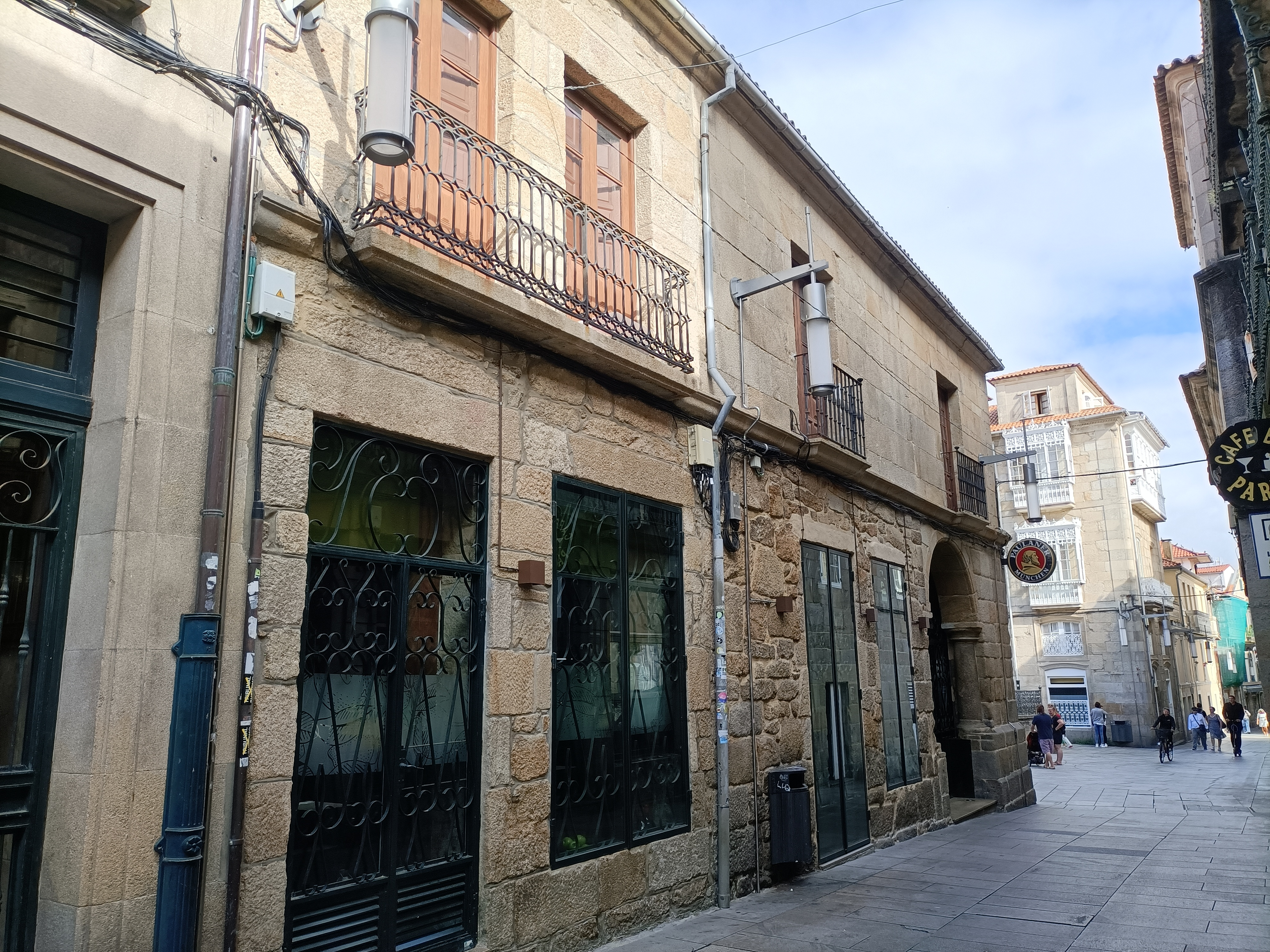
Restos do pazo dos Condes de San Román

### Outros artigos
- Cidade Velha de Pontevedra
- Praça do Teucro
- Praça Curros Enríquez